# Campus de Lausanne

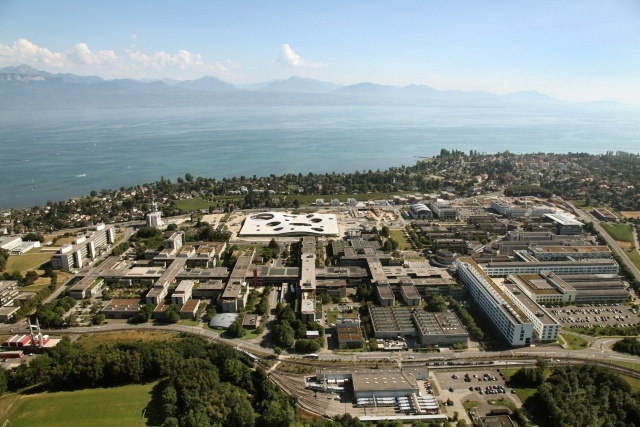
L'EPFL, à l'ouest du campus de Lausanne, au bord du lac Léman.

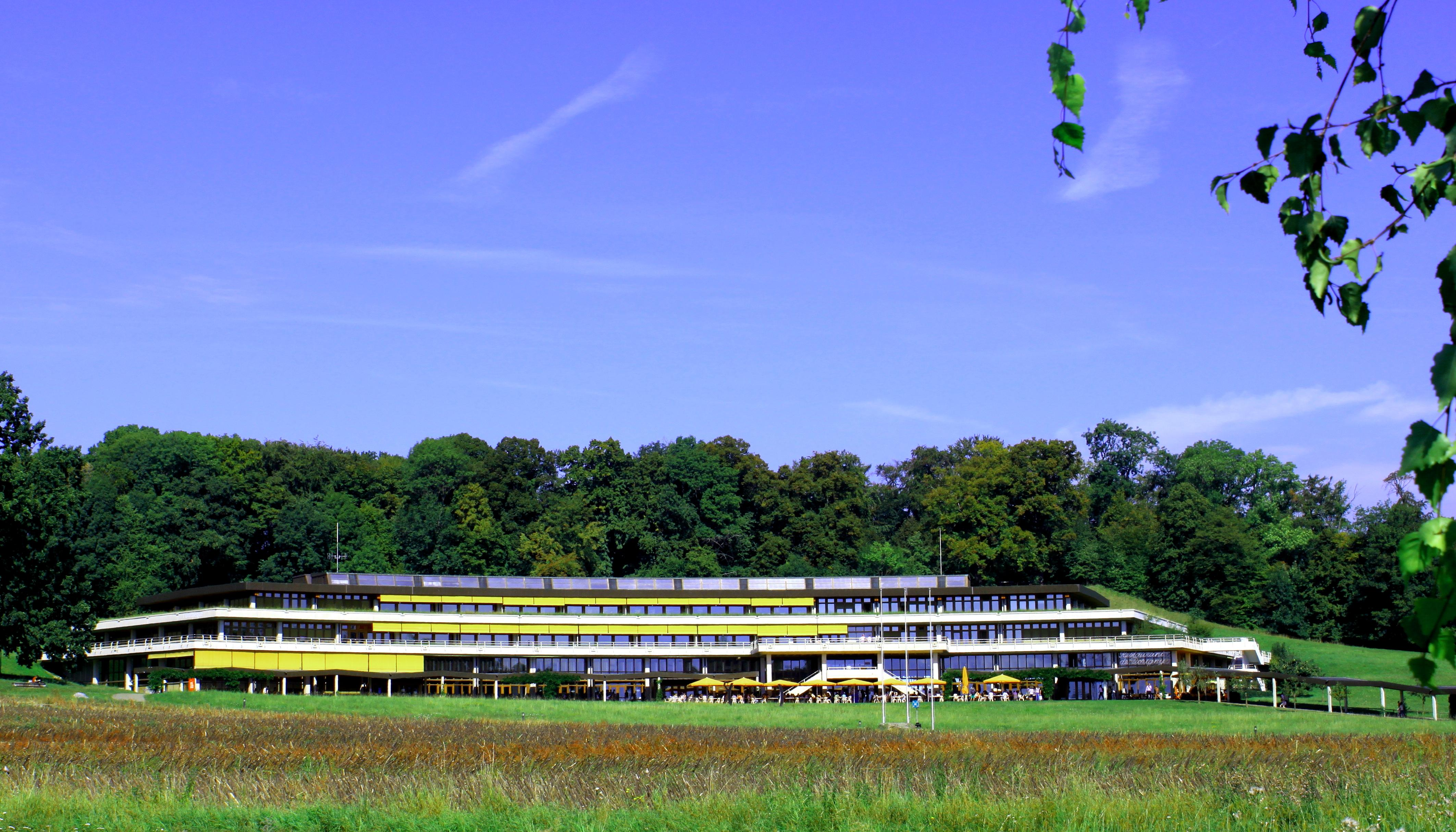
L'Unithèque, un bâtiment de l'Université de Lausanne, situé à l'est du campus lausannois.

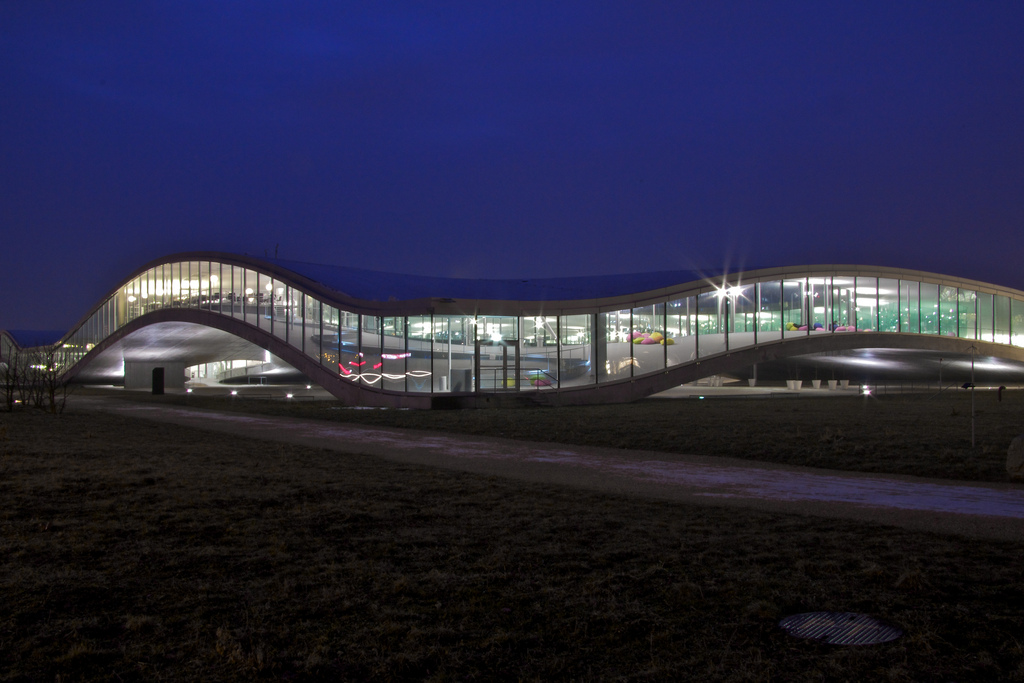
La bibliothèque principale de l'EPFL, le Rolex Learning Center.

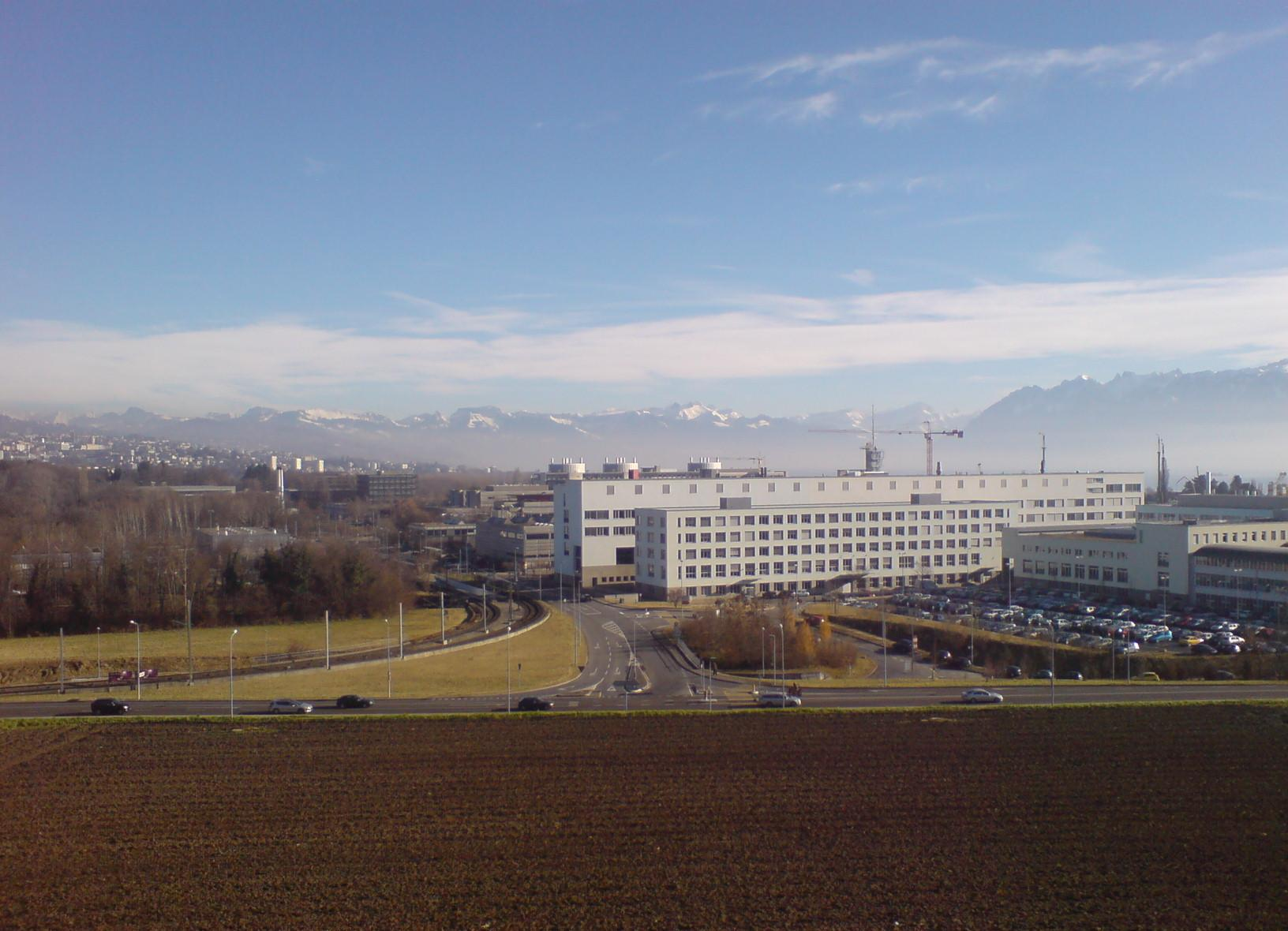
Le campus, vu de l'ouest, avant la construction du SwissTech Convention Center.

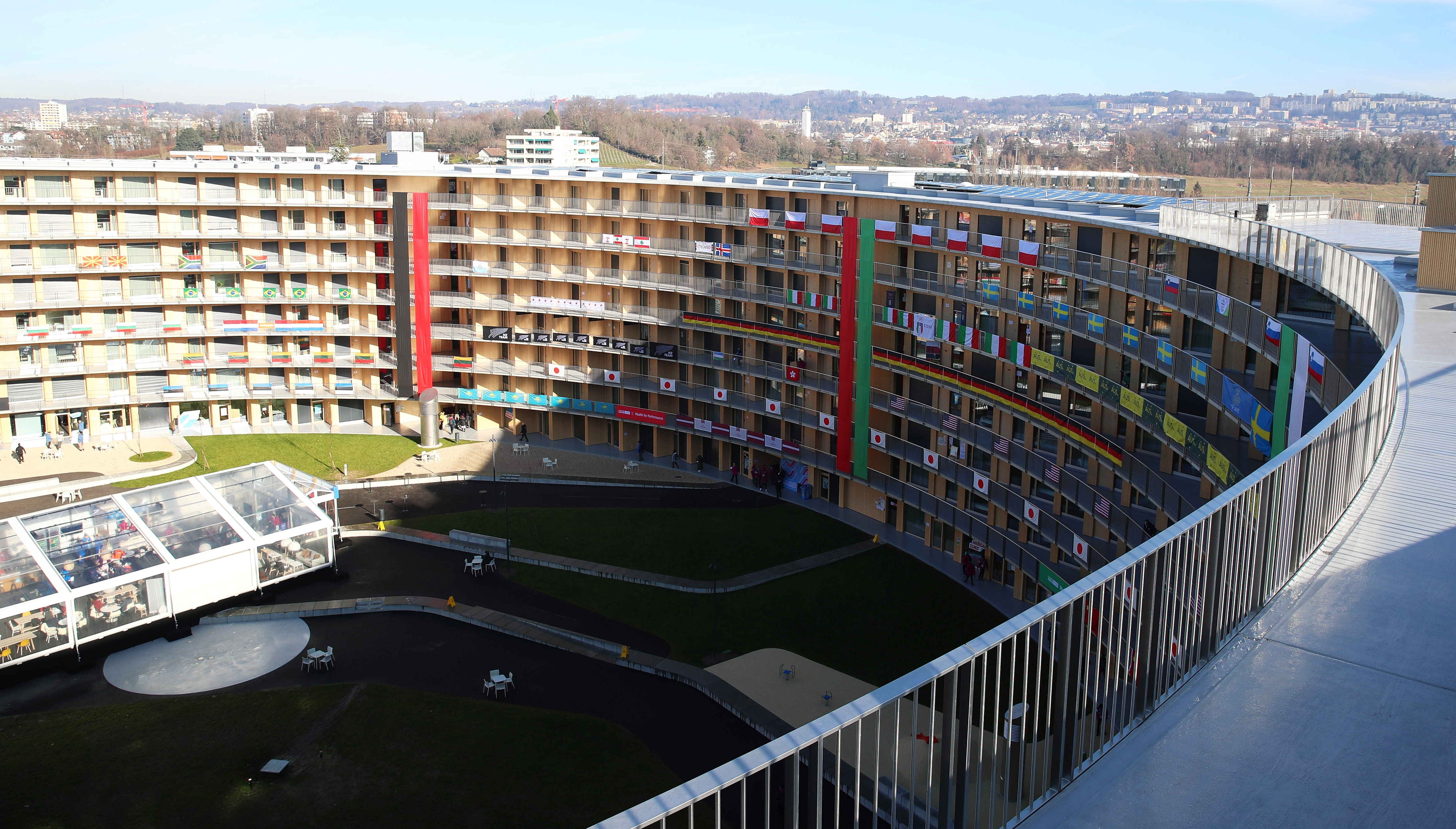
Le bâtiment circulaire « Vortex » qui abrita le village olympique des Jeux olympiques de la jeunesse d'hiver de 2020 et deviendra une maison d'étudiants.

Le campus de Lausanne ou campus de Dorigny, en Suisse, est une zone où se trouvent l'Université de Lausanne (UNIL), l'École polytechnique fédérale de Lausanne (EPFL) et plusieurs autres institutions. Il est situé dans la campagne de Dorigny, à cheval sur les communes de Chavannes et d'Ecublens, dans le district de l'Ouest lausannois au bord du Léman. Le site mesure environ 2,2 kilomètres de large et 31 000 personnes y étudiaient ou y travaillaient en 2013.
Il est desservi par la ligne 1 du métro de Lausanne, de quatre stations consécutives (UNIL-Chamberonne, UNIL-Mouline, UNIL-Sorge et EPFL), et possède un système de vélos en libre-service.

## Histoire

Photo aérienne de la propriété de Dorigny, le futur site du campus (1960)

En 1946, les citoyens refusent un projet d'aéroport (« aéroport vaudois Lausanne-Écublens ») sur le site. En 1963, le canton de Vaud achète la propriété de Dorigny ; à l'heure actuelle, l'Université de Lausanne est implantée dans plus de quarante lieux à Lausanne.
Le premier bâtiment (l'Amphipôle) a été construit en 1969-1970 sur la commune d'Ecublens ; en 2013, le campus comprend une soixantaine de bâtiments. L'architecte en chef du campus de l'UNIL est Guido Cocchi (1928-2010).
L'inauguration des premiers bâtiments de l'EPFL sur le nouveau campus a eu lieu en 1978.
Le campus est principalement situé sur la commune d'Écublens mais en partie aussi sur celles de Chavannes-près-Renens et Saint-Sulpice. Le campus a son propre code postal : 1015 Lausanne.
Le chêne de Napoléon, un magnifique arbre poussant au milieu du campus, a été planté en 1800 - plusieurs branches de l'arbre ont été soumises à un séquençage du génome complet,.

### Développements futurs
La Radio Télévision Suisse prévoit de déplacer son centre de Lausanne (siège de la radio) dans un nouveau bâtiment sur le campus, « au plus tôt en 2023 »,.

## Institutions
- Université de Lausanne (UNIL)
  - Faculté des hautes études commerciales de l'université de Lausanne (HEC)
  - Bibliothèque cantonale et universitaire de Lausanne (BCU)
  - « La Grange de Dorigny », le théâtre de l'UNIL
  - Institut de hautes études en administration publique (IDHEAP)
- École polytechnique fédérale de Lausanne (EPFL)
  - Institut suisse de recherche expérimentale sur le cancer (ISREC)
  - Tokamak à configuration variable (réacteur à fusion de recherche)
  - SwissTech Convention Center
  - Rolex Learning Center
  - EPFL Innovation Park (170 entreprises), qui fait partie du Swiss Innovation Park
    - Frontiers Media
    - Institut Nestlé des sciences de la santé
    - Institut Merck de pharmacométrie

  - Musée Bolo
  - Archizoom
- Structures communes UNIL-EPFL :
  - Centre de langues
  - Centre sportif
  - Clubs universitaires lausannois (LUC) de badminton, football, football américain, rugby, unihockey et volleyball
  - Formation continue (formation continue)
  - Centre universitaire lausannois en finance
  - Centre de compétence en analyse de surface des matériaux
  - Centre de biotechnologie
  - Human Brain Project
  - Fréquence banane (radio de campus)
- Autres institutions :
  - Fondation Jean Monnet pour l'Europe
  - Institut suisse de droit comparé
  - Centre de compétences suisse en sciences sociales (FORS)
  - Institut suisse de bioinformatique (SIB)
  - Centre d'imagerie biomédicale (CIBM)[9]
  - École suisse d'archéologie en Grèce
  - Presses polytechniques et universitaires romandes
  - Archives cantonales vaudoises
  - Académie internationale des sciences et techniques du sport (AISTS)
  - Fédération internationale du sport universitaire
  - Bâtiment Vortex, résidence étudiante, anciennement village olympique des Jeux olympiques de la jeunesse d'hiver de 2020[10]
- Prévu :
  - Haute École de santé Vaud (HESAV, depuis 2025[11])
  - Siège radio de la Radio télévision suisse (depuis 2025)

## Infrastructures
- Bâtiments emblématiques:
  - Polydôme EPFL
- Restauration :
  - De nombreux restaurants, cafétérias et stands de nourriture
  - Bars (« Zelig » dans le Géopolis de l'UNIL et « Satellite » dans le bâtiment CM de l'EPFL)
- La zone commerciale « Les Arcades » (à la station de métro « EPFL ») qui comprend Migros, Denner et Holy Cow! Gourmet Burger Company.
- Autres commerces :
  - Librairies (« Basta ! » à l'Anthropole et « La fontaine » au Rolex Learning Center)
  - Boutiques universitaires de souvenirs (de l'UNIL dans l'Amphimax [12] et de l'EPFL dans le Rolex Learning Center[13])
  - Épicerie (« L'épicentre » à l'UNIL et « Le négoce » à l'EPFL)
  - Banques (Banque cantonale vaudoise à l'Internef et Credit Suisse au Learning Center et dans le bâtiment CM de l'EPFL)
  - La Poste Suisse (à l'avenue Auguste Piccard)
  - Boutique de billets des Chemins de fer fédéraux suisses
  - Kiosques
- Hébergements :
  - Quelques résidences universitaires (Atrium, Ochettes, Triaudes et Vortex) de la Fondation de maisons pour étudiants de Lausanne (FMEL)
  - Hôtels (Starling Hotel, Swiss Tech Hotel) et motel (Motel des pierrettes)
- Autres :
  - Crèches
  - Véhicules d'autopartage
  - Marchés agricoles
  - Coiffeurs
  - Ferme biologique (la « Ferme de Bassenges »[14],[15])

## Images

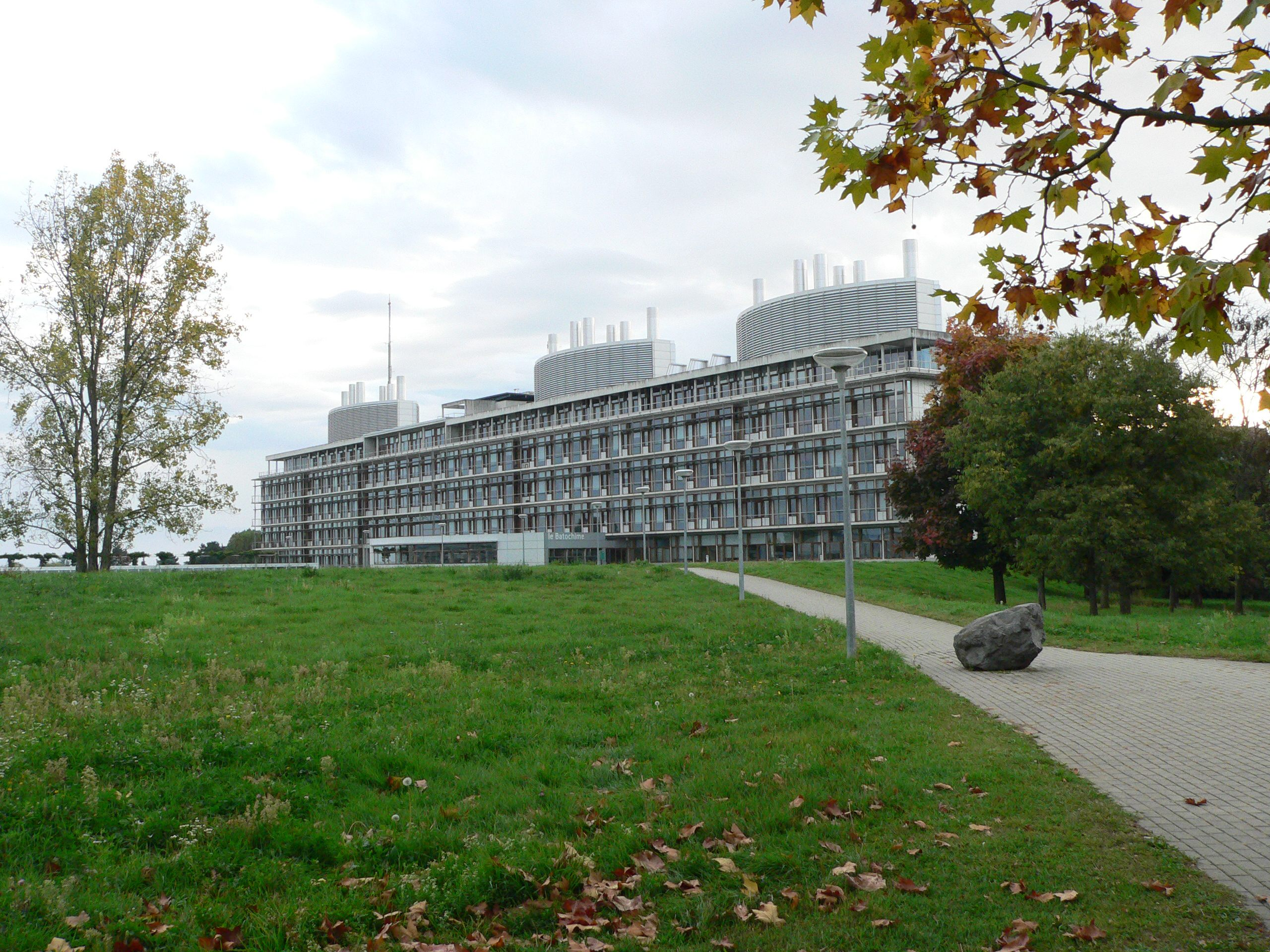
Le bâtiment Batochime accueille des groupes de l'UNIL et de l'EPFL.
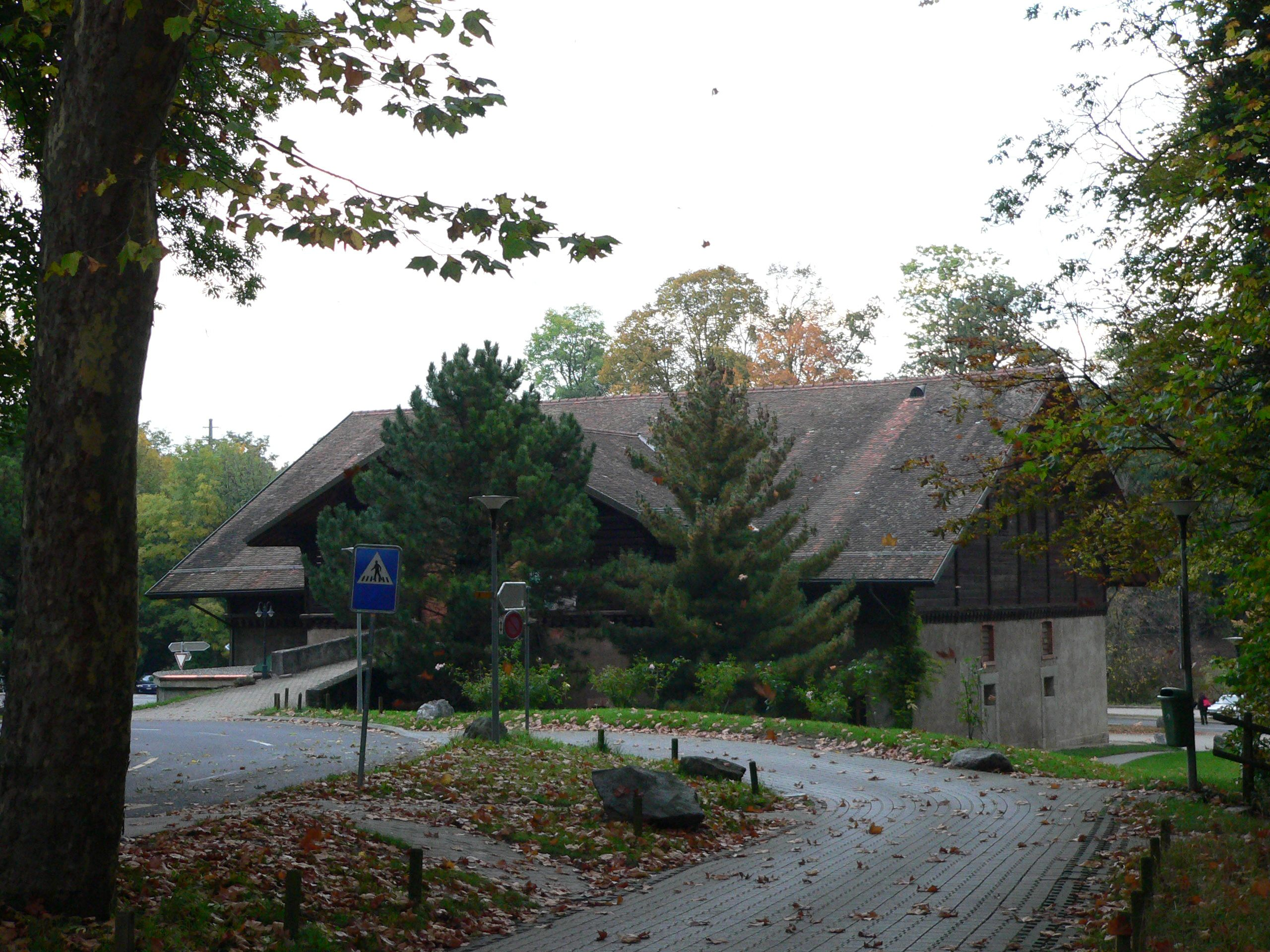
La Grange de Dorigny, le théâtre de l'UNIL.
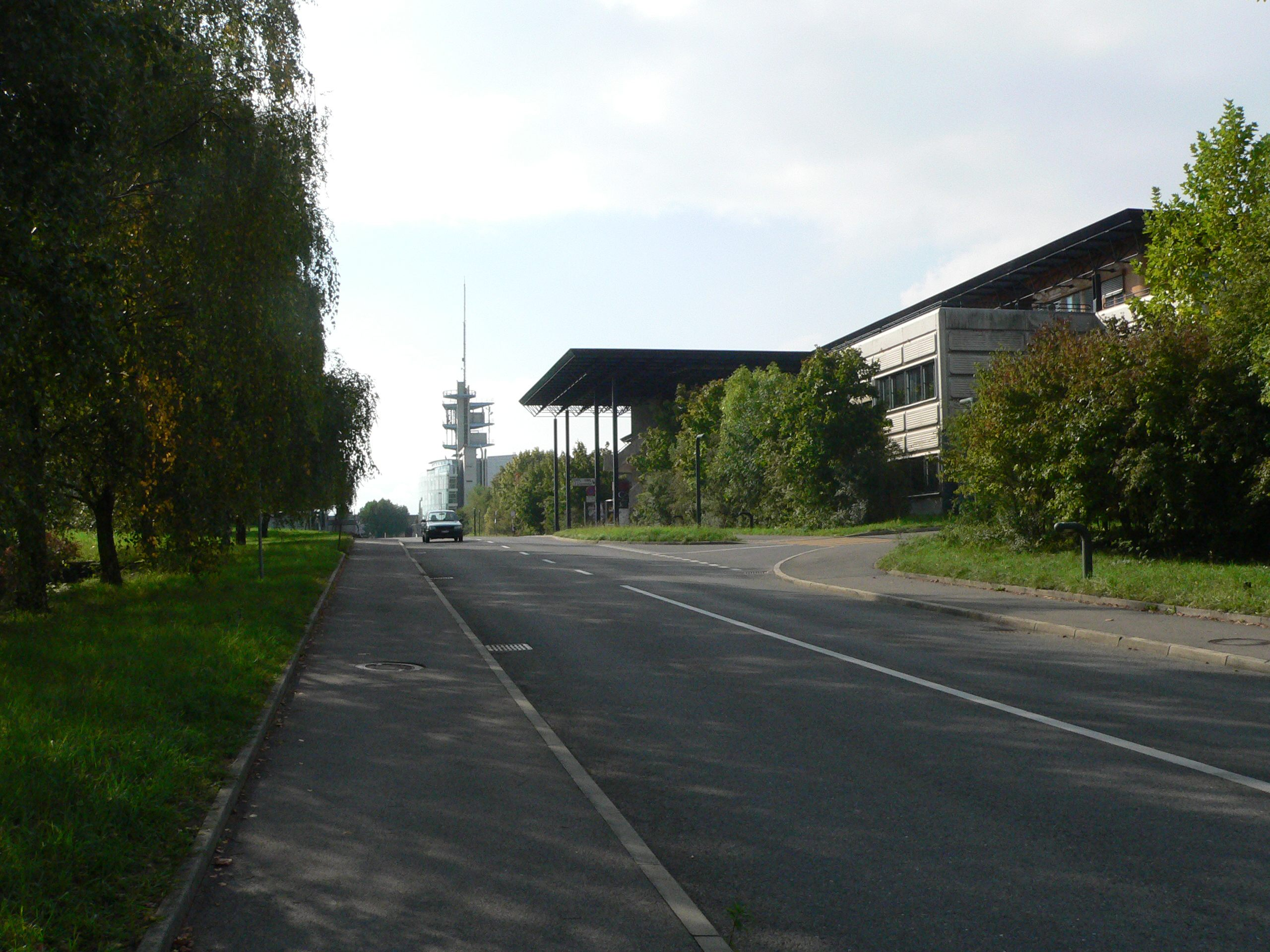
L'Avenue Forel, entre l'UNIL et l'EPFL.
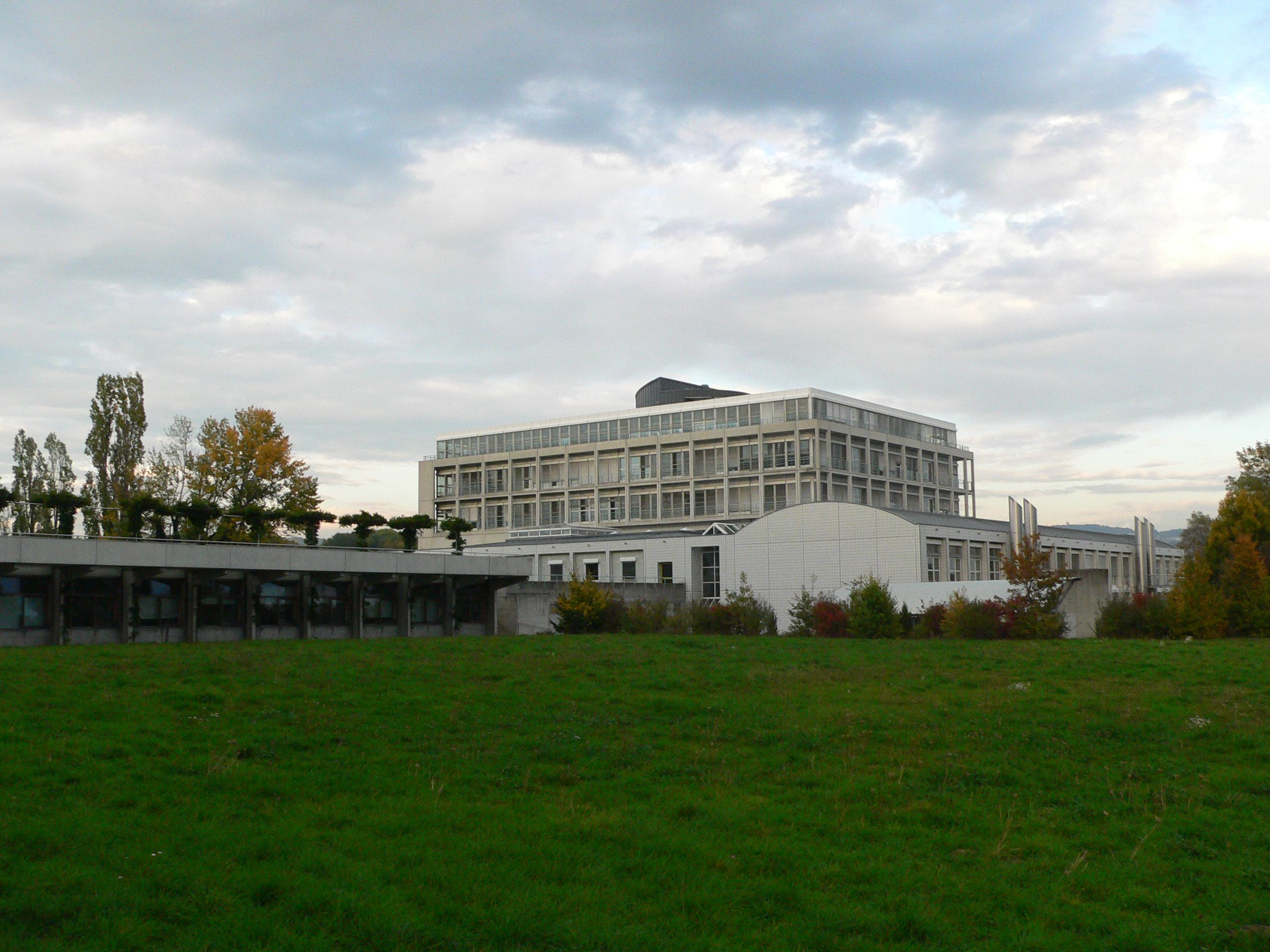
Le bâtiment Génopode abrite le Centre intégratif de génomique de l'UNIL et l'administration centrale de l'Institut suisse de bioinformatique.
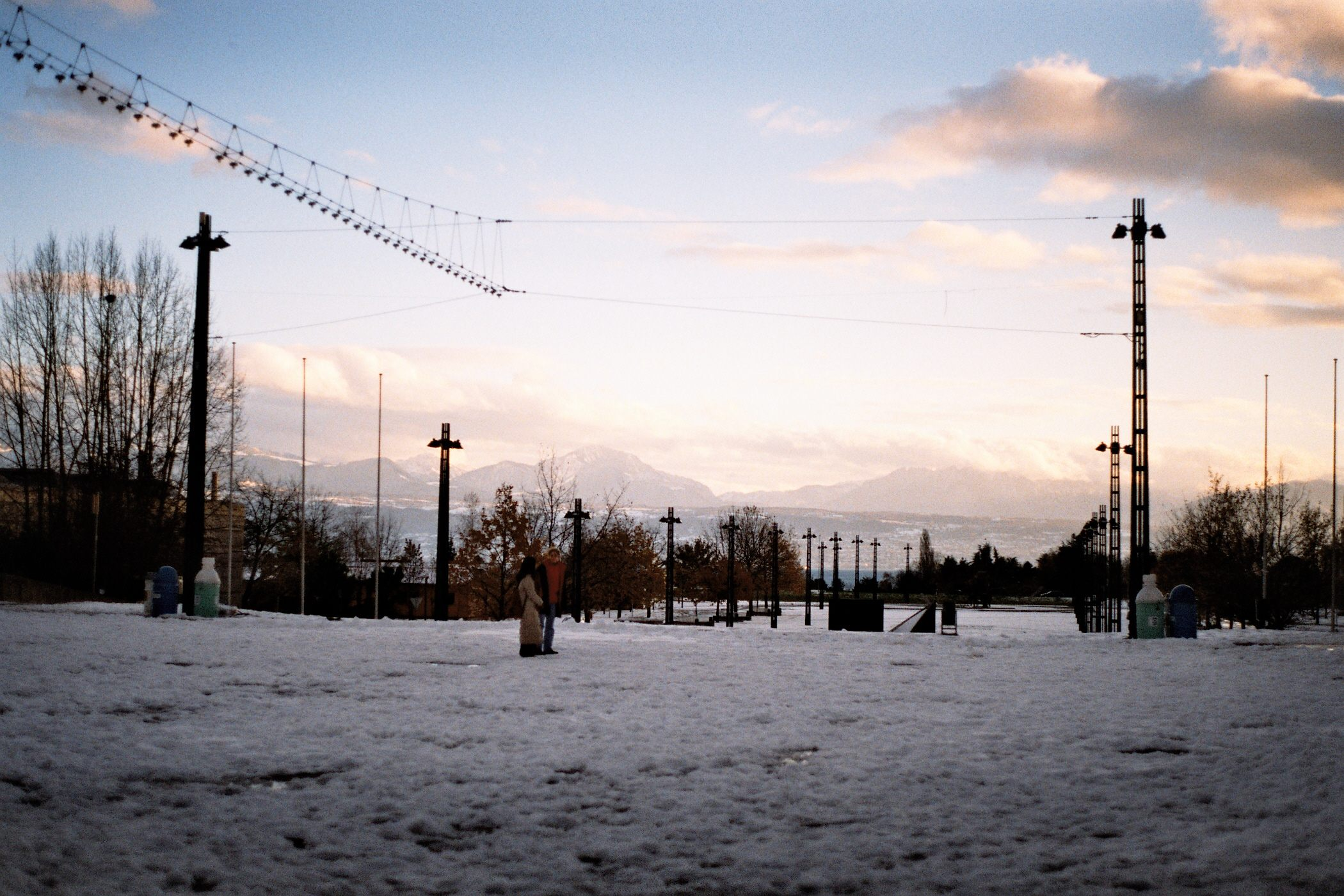
L'esplanade de l'EPFL et les Alpes en hiver.
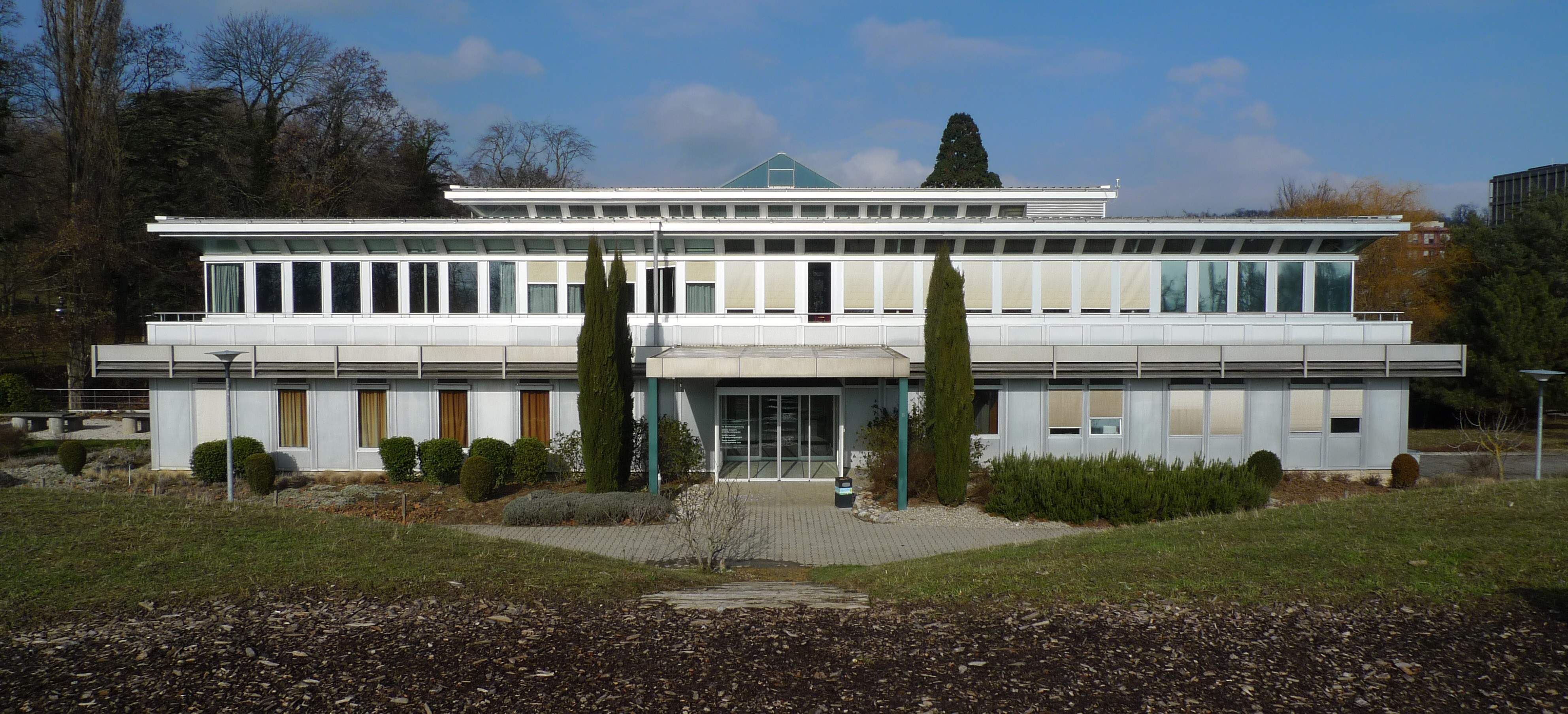
Institut suisse de droit comparé.
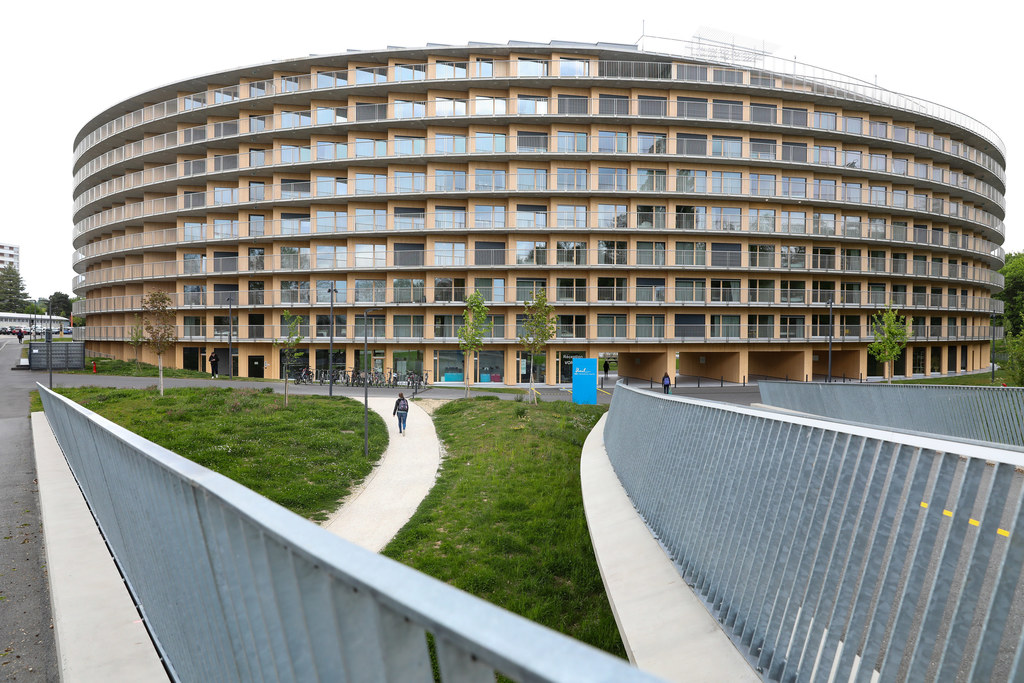
Bâtiment Vortex, logements étudiants

## Autres établissements d'enseignement et de recherche à Lausanne
Les autres établissements d'enseignement et de recherche à Lausanne comprennent :
- Centre hospitalier universitaire vaudois (CHUV)
  - Laboratoire suisse d'analyses du dopage
- Centre Ludwig pour la recherche sur le cancer de l'Université de Lausanne
- Centre suisse du cancer
- École hôtelière de Lausanne (EHL)
- École cantonale d'art de Lausanne (ECAL)
- International Institute for Management Development (IMD)
- Business School Lausanne (BSL)